# Eusparassus dufouri
Eusparassus dufouri — вид павуків родини Sparassidae підряду аранеоморфниі (Araneomorphae). Павук поширений у  Північній Африці (Туніс, Алжир, Марокко) та  Південній Європі (Іспанія, Португалія).

## Спосіб життя
Веде нічний спосіб життя. При полюванні може дуже швидко рухатись.

## Підвиди
- Eusparassus dufouri atlanticus
- Eusparassus dufouri dufouri
- Eusparassus dufouri maximus